# أوستين روبرتس
أوستين روبرتس (بالإنجليزية: Austin Roberts)‏ هو مغني وكاتب أغاني أمريكي، ولد في 19 سبتمبر 1945 في نيوبورت نيوز في الولايات المتحدة.

## وصلات خارجية
- أوستين روبرتس على موقع IMDb (الإنجليزية)
- أوستين روبرتس على موقع ميوزك برينز (الإنجليزية)
- أوستين روبرتس على موقع أول ميوزيك (الإنجليزية)
- أوستين روبرتس على موقع ديسكوغز (الإنجليزية)